# Hormodendrum olivaceum
Hormodendrum olivaceum är en svampart som först beskrevs av August Karl Joseph Corda, och fick sitt nu gällande namn av Hermann Friedrich Bonorden 1851. Hormodendrum olivaceum ingår i släktet Hormodendrum och familjen Davidiellaceae.   Inga underarter finns listade i Catalogue of Life.